# Tourville-sur-Pont-Audemer
Tourville-sur-Pont-Audemer is een gemeente in het Franse departement Eure (regio Normandië) en telt 685 inwoners (2004). De plaats maakt deel uit van het arrondissement Bernay.

## Geografie
De oppervlakte van Tourville-sur-Pont-Audemer bedraagt 10,8 km², de bevolkingsdichtheid is 63,4 inwoners per km².
De onderstaande kaart toont de ligging van Tourville-sur-Pont-Audemer met de belangrijkste infrastructuur en aangrenzende gemeenten.

## Demografie
Onderstaande figuur toont het verloop van het inwonertal (bron: INSEE-tellingen).

1. ↑  Populations de référence 2022.